# Witkraagwouw
De witkraagwouw (Leptodon forbesi) is een vogel uit de familie van de havikachtigen (Accipitridae). De vogel werd in 1922 door de Britse ornitholoog Harry Kirke Swann geldig beschreven en genoemd naar de Britse zoöloog William Alexander Forbes. Het is een bedreigde, endemische vogelsoort in Brazilië.

## Kenmerken
De vogel is gemiddeld 50 cm lang. Het is een tweekleurige roofvogel, bijna zwart van boven en wit van onder, ook de ondervleugeldekveren zijn wit. De vogel lijkt sterk op de grijskopwouw (L. cayanensis), maar de witkraagwouw heeft een groter donker-lichtcontrast.

## Verspreiding en leefgebied
Deze soort is endemisch in noordoostelijk Brazilië. In de 19de eeuw werd de vogel in de deelstaat Pernambuco verzameld. Waarnemingen na de laatste eeuwwisselig komen uit Água Azul, Barreiros, Trapiche en de gemeenten São José da Coroa Grande, Gravatá, Sirinhaém en Jaqueira. Er is weinig ecologisch over deze vogel bekend. Het leefgebied is waarschijnlijk ongerept Atlantisch Woud tot op 600 m boven de zeespiegel.

## Status
De witkraagwouw heeft een zeer klein verspreidingsgebied en daardoor is de kans op uitsterven aanwezig. De grootte van de populatie werd in 2007 door BirdLife International geschat op 250 tot 1000 volwassen individuen en de populatie-aantallen nemen af door voortgaande ontbossingen in de deelstaat Pernambuco. Om deze redenen staat deze soort als bedreigd op de Rode Lijst van de IUCN.